# Pilumnus gracilipes
Pilumnus gracilipes är en kräftdjursart som beskrevs av Alphonse Milne-Edwards 1880. Pilumnus gracilipes ingår i släktet Pilumnus och familjen Pilumnidae. Inga underarter finns listade i Catalogue of Life.